# 中村武
中村 武 (なかむら たけし 1963年7月23日 - ) は、日本の銀行家。

## 人物
東京大学法学部卒業後、1986年日本銀行入行。
高松支店長、業務局長、文書局長等を経て、2017年4月同行退職。同年6月、トモニホールディングス代表取締役専務、2018年6月代表取締役社長兼CEO。